# Maya Sar
Maja Sarihodžić (nacida en Tuzla, Bosnia y Herzegovina), cuyo nombre artístico es Maya Sar, es una cantante y compositora bosnia. 
Antes de comenzar su carrera en solitario Maya trabajaba como corista de varios artistas populares como Dino Merlin y Tony Cetinski. Acudió como corista en dos ocasiones al Festival de la Canción de Eurovisión, en 2004 y 2011, acompañando a Deen y Dino Merlin respectivamente.
En marzo de 2010, se publicó su primer sencillo en solitario "Nespretno" (Embarazosamente), el cual se convirtió en un gran éxito en Bosnia y Herzegovina y algunos países vecinos.
El 15 de diciembre de 2011, fue elegida por la televisión bosnia BHRT para representar a Bosnia y Herzegovina en el Festival de la Canción de Eurovisión 2012 que se celebró en Bakú, Azerbaiyán con una composición propia.